# COUNTER (E-Medien)
COUNTER ist der am weitesten gebräuchliche Standard zur Zählung der Nutzung von elektronischen Medien. Das Akronym steht dabei für Counting Online Usage of NeTworked Electronic Resources. Der COUNTER-Standard wird von einer gleichnamigen Non-Profit-Organisation entwickelt, welche durch Bibliotheken, Verleger und Händler elektronischer Medien unterstützt wird.

## COUNTER Release 5 (R5)
Seit Januar 2019 gilt der Release 5 (R5) des COUNTER-Standards. In R5 können Nutzungsstatistiken entweder in Excel-Tabellenform, als TSV-Datei oder als JSON-Datei geliefert werden. JSON- und TSV-Dateien müssen in UTF-8 codiert sein.